# Casaglione
Casaglione (in corso Casaglionu) è un comune francese di 370 abitanti situato nel dipartimento della Corsica del Sud nella regione della Corsica.

## Società

### Evoluzione demografica
Abitanti censiti